# Michel Debré
Michel Debré (født 15. januar 1912, død 2. august 1996) var en fransk politiker. Han var justitsminister fra 1958–1959, premierminister fra 1959–1962, økonomiminister fra 1966–1968 og forsvarsminister fra 1968–1973.
Han havde ansvaret for udarbejdelsen af Frankrigs nye konstitution i 1958, og var den første premierminister under Den Femte Republik.
I 1940 -1947 var Michel Debré medlem af Parti Radical. Derefter blev han gaullist.